# Mollia ogivalis
Mollia ogivalis is een mosdiertjessoort uit de familie van de Microporidae. De wetenschappelijke naam van de soort is voor het eerst geldig gepubliceerd in 1880 door Seguenza.